# Эверетт (Массачусетс)
Эверетт (англ. Everett) — город в округе Мидлсекс в Массачусетсе в Соединённых Штатах Америки, непосредственно к северу от Бостона, граничащий с районом Чарлстаун. В ряде русскоязычных энциклопедий, в частности в «первом издании БСЭ», описывается как Эверет (с одной буквой «т» в конце).
На момент переписи населения США 2020 года население города составляло 49 075 человек.

## История
Эверетт изначально был частью Чарлстауна, а позже Молдена от которого отделился в 1870 году. Сообщество было названо в честь Эдварда Эверетта, который представлял штат Массачусетс в обеих палатах Конгресса, был губернатором Массачусетса, послом в Великобритании и государственным секретарём США.
В 1892 году статус Эверетта был повышен до уровня города. 13 декабря 1892 года Алонзо Х. Эванс победил на выборах Джорджа Э. Смита и стал первым мэром Эверетта.
В 1919 году Beacon Oil начала строительство нефтеперерабатывающего завода и склада возле реки Мистик, открытие которого состоялось в 1920 году. За первое десятилетие своего существования на объекте произошло пять крупных взрывов и пожаров. В 1929 году Beacon Oil была куплена Standard Oil of New Jersey, также известной как Esso, а в настоящее время как ExxonMobil. Нефтеперерабатывающий завод был закрыт в 1965 году из-за отсутствия рентабельности, но резервуары для хранения остались.
В 1971 году компания Distrigas of Massachusetts начала импортировать сжиженный природный газ (СПГ) на своем морском терминале Everett Marine Terminal в районе Айленд-Энд города Эверетт. Этот терминал был первым в своем роде в стране.
Эверетт стал последним городом в Соединенных Штатах, имевшим двухпалатный законодательный орган, который состоял из Совета старейшин из семи членов и Общего совета из восемнадцати членов. 8 ноября 2011 года избиратели одобрили новый Устав города, который изменил городской совет на однопалатный орган с одиннадцатью членами — шестью советниками округов и пятью советниками по общим вопросам. Новый городской совет был избран на городских выборах 2013 года.
Население Эверетта уверенно растет, прежде всего за счет тех, кто работает в Бостоне и членов их семей. Цены на жилье здесь заметно ниже, не только чем в самом Бостоне, но и чем в близлежащих Кембридже или Сомервилле.